# كونور ميتكالف
كونور ميتكالف (بالإنجليزية: Connor Metcalfe)‏ هو لاعب كرة قدم أسترالي، ولد في 5 نوفمبر 1999 في أستراليا. لعب مع نادي ملبورن سيتي.

## وصلات خارجية
- كونور ميتكالف على موقع قاعدة بيانات كرة القدم.إي يو (الإنجليزية)
- كونور ميتكالف على موقع ناشيونال فوتبول تيمز (الإنجليزية)
- كونور ميتكالف على موقع Soccerway.com (الإنجليزية)
- كونور ميتكالف على موقع أوليمبيديا (الإنجليزية)